# حذف (وراثة)

حذف يحدث في كروموسوم.

في علم الوراثة، الحذف أو طفرة الحذف أو الخبن (بالإنجليزية: deletion)‏ (الرمز:Δ) هو طفرة يحذف فيها جزء من الكروموسوم أو تسلسل الدنا. الحذف هو فقدان لمواد وراثية. يتراوح عدد النوكليوتيدات التي يمكن أن تحذف من زوج قاعدي واحد إلى جزء كامل من الكروموسوم. ما قد يسبب الحذف هو الأخطاء التي تحدث في التعابر الصبغوي خلال عملية الانتصاف. وهذا يسبب العديد من الأمراض الوراثية الخطيرة.
اصغر عملية حذف هي حذف زوج قاعدي واحد يحدث خلال تكوين "قالب الدنا"، يتبعها حدوث خطأ في الدنا المتكون الجديد. وقد يحدث الحذف بسبب أخطاء في انقسام الكروموسومات خلال عملية الانقسام المنصف ؛ وقد تسبب أمراضا وراثية خطيرة. الحذوفات التي لا تحدث بحذف ثلاثة أو أكثر من القواعد قد تتسبب في طفرة تحسن من صفات الجيل الجديد وتحسن مقدرته على الحياة.

## مسببات
يحدث الحذف صدفة أثناء نسخ الدنا للرنا المرسال فيصبح الرنا المرسال وبه خطأ ، فينتج بذلك بروتينا فيه خطا. ويمكن من خلال حذف زوج قاعدي أن يتسبب في إزاحة في قراءة تتبايع الكودونات عندما تكون عدد الأزواج القاعدية المحذوفة لا تقبل القسمة على 3 .
وفي حالة حذف كودون بأكمله (3 أزواج قاعدية) ينشأ في أغلب الظروف برتينا خاطئا - ذلك لأن أحد الأحماض الأمينية قد فقد - ولكن مع ذلك فلا تحدث إزاحة في قراءة الكودونات. وقد يحدث أن يكون للبروتين الناتج لا يزال قادرا على أداء وظيفتة ولكن بطريقة أضعف. أما الطفرة الصفرية Nullmutation فهي تتسبب في فقدان وظيفة الجين كلية.

## أنواع
- الحذف في نهايات الصبغي.
- حذف خلالي في الصبغي.
- حذف بضع النيوكلوتيدات في الصبغي. ويشاهد هذا النوع لدى الأطفال الذين يعانون من تشوهات جسمية.